# Thomas Lemar
Pour les articles homonymes, voir Lemar (homonymie).
Thomas Lemar, né le 12 novembre 1995 à Baie-Mahault, en Guadeloupe, est un footballeur international français qui évolue au poste de milieu offensif ou d'ailier au Girona FC, en prêt de l'Atlético de Madrid.
Formé au SM Caen, il se fait connaître au plus haut niveau à l'AS Monaco, avec laquelle il remporte le championnat de France en 2017 avant de rejoindre un an plus tard l'Atlético Madrid avec qui il est champion d'Espagne en 2021.
Avec l'équipe de France, il remporte la Coupe du monde 2018 et participe à l'Euro 2020.

## Carrière

### En club

#### Débuts et formation au SM Caen
Thomas Lemar naît et passe son enfance en Guadeloupe, où il découvre le football à la Solidarité scolaire de Baie-Mahault, dans sa ville natale. Remarqué par des observateurs, il rejoint le centre de formation du Stade Malherbe Caen en 2010, qui a formé plusieurs autres Guadeloupéens par le passé, comme Ronald Zubar. Son ami Jordan Leborgne l'accompagne également. Malgré son petit gabarit, il surclasse toutes les catégories de jeunes. Il est décrit par son ancien formateur Philippe Tranchant comme « un manieur de ballon vraiment exceptionnel ».
En mars 2013, alors qu'il n'a pas encore débuté en équipe première mais qu'il est convoqué en équipe de France des moins de 17 ans, il signe son premier contrat professionnel avec le Stade Malherbe Caen, alors en Ligue 2. Il joue son premier match avec le club normand lors de la première journée de la saison 2013-2014, toujours en Ligue 2, en remplaçant Jérôme Rothen. Finalement, il prend part à sept rencontres, pour une passe décisive. Le club obtient en fin de saison la promotion en Ligue 1 espérée.
En 2014-2015, le coach Patrice Garande l'utilise régulièrement comme joker de luxe, en le faisant entrer en cours de jeu. Lors de la 11e journée de Ligue 1 face à Lorient, il connait sa première titularisation en Ligue 1 mais sort prématurément du terrain à cause d'une tachycardie. Lors de la 31e journée de Ligue 1, il inscrit son premier but professionnel face au FC Nantes sur un coup franc plongeant direct. Ses débuts dans l'élite sont prometteurs, il finit la saison avec 25 matchs, un but inscrit et quatre passes décisives.
En mai, il est convoqué avec l'équipe de France des moins de 20 ans pour le Tournoi de Toulon, où ses performances renforcent l'intérêt de plusieurs grands clubs, comme Lyon, Bordeaux ou Monaco. Désireux de quitter Caen, il s'engage finalement en juin avec le club princier pour cinq saisons. L'indemnité de transfert est estimée à 4 millions d'euros, plus un pourcentage sur son prochain transfert.

#### AS Monaco
Thomas Lemar fait partie d'une large génération de jeunes recrues prometteuses. Il fait ses débuts à Monaco en entrant en cours de match face à Toulouse (1-1) le 22 août 2015 en Ligue 1, et marque par la même l'occasion son premier but avec son nouveau club. Le 20 septembre suivant, il marque un but sur coup franc et offre une passe décisive à Almamy Touré face au FC Lorient. Le 3 mars 2016, il marque un coup franc contre son club formateur. Le club termine troisième du championnat et se qualifie pour la Ligue des champions.
Lors de la saison 2016-2017, il s'impose comme l'un des meilleurs joueurs de l'équipe, à l'image de son but décisif le 14 septembre 2016 contre Tottenham Hotspur, en Ligue des champions (2-1). L'AS Monaco réalise une saison historique, en remportant le championnat de France, devant le Paris SG, en atteignant la finale de la Coupe de la Ligue, et surtout les demi-finales de la Ligue des champions, où elle s'incline face à la Juventus de Turin.
À l'été 2017, plusieurs des meilleurs joueurs du club partent, mais pas lui, malgré des offres très importantes faites par Liverpool et Arsenal dans les derniers jours du marché des transferts. Miné par des blessures et un moral en berne, il ne parvient pas à réitérer ses performances de la saison passée durant longtemps. Son équipe parvient cependant à terminer à la deuxième place du championnat.

#### Atlético de Madrid
Le 12 juin 2018, l'AS Monaco et l'Atlético de Madrid trouvent un accord concernant son transfert pour environ 70 millions d'euros.
Pour son premier match officiel avec les Colchoneros, il est titulaire face au Real Madrid en Supercoupe d'Europe, que l'Atlético remporte 4-2. Il participe aux huit premiers matchs de l'Atlético en championnat, durant lesquels il s'intègre petit à petit à sa nouvelle équipe. Il inscrit ses deux premiers buts lors de la 5e journée face au Getafe (2-0).
En 2019-2020, il peine à relever la tête au cours d'une saison loin d'être aboutie. Aligné à plusieurs reprises cette saison en Liga, l'international français ne fait pas partie des joueurs les plus utilisés par son entraîneur Diego Simeone.
En septembre 2023, il subit une rupture du tendon d'Achille droit lors d'un match de championnat opposant son club au Valence CF, ce qui le prive de toute compétition pendant plusieurs mois.

#### Prêt à Girona Futbol Club
Le 30 juillet 2025, Gérone FC annonce parvenir à un accord avec l'Atlético Madrid pour le prêt du joueur, Thomas Lemar, jusqu'à la fin de la saison 2025-2026.

### En sélection
En juin 2015, Thomas Lemar participe au Festival international espoirs – Tournoi Maurice-Revello avec la France, qui se déroule en Provence-Alpes-Côte d'Azur. La France remporte le Tournoi de Toulon 2015 en battant le Maroc en finale. Thomas Lemar fête sa première sélection avec l'équipe de France espoirs peu après son arrivée à Monaco, le 5 septembre 2015, lors d'une défaite 3-2 en Islande.
Après une première saison remarquée à Monaco, il est appelé pour la première fois en équipe de France le 10 novembre 2016, à la suite du forfait de Kingsley Coman. Il connaît sa première sélection cinq jours plus tard en entrant en jeu face à la Côte d'Ivoire. Il marque un doublé le 31 août 2017 face aux Pays-Bas en éliminatoires de la Coupe du monde 2018, au cours d'un match où il fait très forte impression au poste d'ailier gauche.
Alors que sa sélection pour la Coupe du monde paraît incertaine du fait de ses performances en club, il marque un but au bout d'une belle action collective avec Antoine Griezmann et Kylian Mbappé, lors du match amical perdu face à la Colombie le 23 mars 2018 (2-3). Il fait finalement partie du groupe des vingt-trois joueurs français sélectionnés par Didier Deschamps en vue de la participation à la Coupe du monde 2018. Ne faisant pas partie de l'équipe-type, il ne joue qu'un seul match entier, lors du troisième match de poule face au Danemark (0-0). Il est cependant sacré champion du monde, le 15 juillet 2018, après la victoire des Bleus sur la Croatie en finale (4-2).
Lors de l'Euro 2021, Lemar joue le deuxième match de poule facé à la Hongrie, par un coup dur avec la sortie d'Ousmane Dembélé, blessé. Les bleus ne parviennent pas à trouver le chemin des filets dans cette fin de match et concèdent le match nul (1-1) en terre hongroise. Le 24 juin, il est victime d'un gros choc sur le tibia à l'entraînement, le milieu des Bleus ne devrait pas être handicapé pour la suite du tournoi. L'équipe de France a été éliminée en huitièmes de finale de l'Euro par la Suisse aux tirs au but, après un match renversant et trois buts inscrits de part et d'autre.

## Style de jeu et caractéristiques techniques
Thomas Lemar est un joueur évoluant au poste d'ailier gauche, bien qu'il se définisse lui-même comme un milieu axial (il a été formé comme milieu relayeur voire défensif), s'étant adapté au dispositif de son entraîneur à Monaco  Leonardo Jardim. De ce fait, il n'est pas un ailier de débordement. Lemar est un excellent manieur de ballon mais ne se dit pas être un grand dribbleur. Il affirme : « Si je peux aller provoquer, je vais y aller, mais préfère jouer simple pour le bien de l'équipe et éviter les pertes de balle ».
Lors de sa période à Caen, Patrice Garande le compare à Jérôme Rothen et déclare alors de lui : « Il peut être dans le même registre que Jérôme (Rothen), la vitesse et la percussion en plus ».
Lemar est un excellent passeur, comme le démontrent ses statistiques en championnat. Durant la saison 2016-2017, il délivre notamment dix passes décisives à ses coéquipiers, que ce soit en usant de centres, de passes longues ou courtes. Il est également bon finisseur, comme le montrent les neuf buts qu'il inscrit pendant la saison 2016-2017 de Ligue 1. Certains de ses buts sont inscrits sur coups de pied arrêtés, exercice sur lequel il se révèle très habile et qu'il travaille beaucoup.

## Statistiques
| Saison                | Club                  | Championnat           | Championnat | Championnat | Championnat | Coupe nationale | Coupe nationale | Coupe nationale | Coupe de la Ligue | Coupe de la Ligue | Coupe de la Ligue | Supercoupe | Supercoupe | Supercoupe | Compétition(s) continentale(s) | Compétition(s) continentale(s) | Compétition(s) continentale(s) | Compétition(s) continentale(s) | Supercoupe UEFA | Supercoupe UEFA | Supercoupe UEFA | Total | Total | Total |
| Saison                | Club                  | Division              | M.          | B.          | P.d.        | M.              | B.              | P.d.            | M.                | B.                | P.d.              | M.         | B.         | P.d.       | Comp.                          | M.                             | B.                             | P.d.                           | M.              | B.              | P.d.            | M.    | B.    | P.d.  |
| 2013-2014             | SM Caen               | Ligue 2               | 7           | 0           | 1           | 1               | 0               | 0               | 2                 | 0                 | 0                 | -          | -          | -          | -                              | -                              | -                              | -                              | -               | -               | -               | 10    | 0     | 1     |
| 2014-2015             | SM Caen               | Ligue 1               | 25          | 1           | 4           | -               | -               | -               | 1                 | 0                 | 1                 | -          | -          | -          | -                              | -                              | -                              | -                              | -               | -               | -               | 26    | 1     | 5     |
| Sous-total            | Sous-total            | Sous-total            | 32          | 1           | 5           | 1               | 0               | 0               | 3                 | 0                 | 1                 | -          | -          | -          | -                              | -                              | -                              | -                              | -               | -               | -               | 36    | 1     | 6     |
| 2015-2016             | AS Monaco             | Ligue 1               | 26          | 5           | 3           | 2               | 0               | 2               | 1                 | 0                 | 0                 | -          | -          | -          | C1+C3                          | 1+4                            | 0                              | 0                              | -               | -               | -               | 34    | 5     | 5     |
| 2016-2017             | AS Monaco             | Ligue 1               | 34          | 9           | 10          | 2               | 2               | 0               | 3                 | 1                 | 0                 | -          | -          | -          | C1                             | 16                             | 2                              | 4                              | -               | -               | -               | 55    | 14    | 14    |
| 2017-2018             | AS Monaco             | Ligue 1               | 30          | 2           | 7           | 1               | 0               | 0               | 3                 | 1                 | 0                 | 1          | 0          | 0          | C1                             | 3                              | 0                              | 0                              | -               | -               | -               | 38    | 3     | 7     |
| Sous-total            | Sous-total            | Sous-total            | 90          | 16          | 20          | 5               | 2               | 2               | 7                 | 2                 | 0                 | 1          | 0          | 0          | -                              | 24                             | 2                              | 4                              | -               | -               | -               | 127   | 22    | 26    |
| 2018-2019             | Atlético de Madrid    | Liga                  | 31          | 2           | 3           | 4               | 1               | 2               | -                 | -                 | -                 | -          | -          | -          | C1                             | 7                              | 0                              | 1                              | 1               | 0               | 0               | 43    | 3     | 6     |
| 2019-2020             | Atlético de Madrid    | Liga                  | 22          | 0           | 0           | -               | -               | -               | -                 | -                 | -                 | -          | -          | -          | C1                             | 7                              | 0                              | 0                              | -               | -               | -               | 29    | 0     | 0     |
| 2020-2021             | Atlético de Madrid    | Liga                  | 27          | 1           | 3           | 1               | 1               | 0               | -                 | -                 | -                 | -          | -          | -          | C1                             | 8                              | 0                              | 1                              | -               | -               | -               | 36    | 2     | 4     |
| 2021-2022             | Atlético de Madrid    | Liga                  | 24          | 4           | 5           | 2               | 0               | 1               | -                 | -                 | -                 | -          | -          | -          | C1                             | 8                              | 0                              | 0                              | -               | -               | -               | 34    | 4     | 6     |
| 2022-2023             | Atlético de Madrid    | Liga                  | 27          | 1           | 3           | 3               | 0               | 0               | -                 | -                 | -                 | -          | -          | -          | C1                             | 2                              | 0                              | 0                              | -               | -               | -               | 32    | 1     | 3     |
| 2023-2024             | Atlético de Madrid    | Liga                  | 3           | 0           | 0           | -               | -               | -               | -                 | -                 | -                 | -          | -          | -          | C1                             | -                              | -                              | -                              | -               | -               | -               | 3     | 0     | 0     |
| 2024-2025             | Atlético de Madrid    | Liga                  | 5           | 0           | 0           | 2               | 0               | 0               | -                 | -                 | -                 | -          | -          | -          | C1                             | 1                              | 0                              | 0                              | -               | -               | -               | 8     | 0     | 0     |
| Sous-total            | Sous-total            | Sous-total            | 139         | 8           | 14          | 12              | 2               | 3               | -                 | -                 | -                 | 1          | 0          | 0          | -                              | 33                             | 0                              | 2                              | 1               | 0               | 0               | 186   | 10    | 19    |
| 2025-2026             | Girona FC             | Liga                  | 1           | 0           | 0           | -               | -               | -               | -                 | -                 | -                 | -          | -          | -          | -                              | -                              | -                              | -                              | -               | -               | -               | 1     | 0     | 0     |
| Total sur la carrière | Total sur la carrière | Total sur la carrière | 262         | 25          | 39          | 18              | 4               | 5               | 10                | 2                 | 1                 | 2          | 0          | 0          | -                              | 57                             | 2                              | 6                              | 1               | 0               | 0               | 350   | 33    | 51    |

### En sélection nationale
| Saison                | Sélection             | Phases finales        | Phases finales | Phases finales | Phases finales | Éliminatoires | Éliminatoires | Éliminatoires | Matchs amicaux | Matchs amicaux | Matchs amicaux | Total | Total | Total |
| Saison                | Sélection             | Compétition           | M              | B              | Pd             | M             | B             | Pd            | M              | B              | Pd             | M     | B     | Pd    |
| --------------------- | --------------------- | --------------------- | -------------- | -------------- | -------------- | ------------- | ------------- | ------------- | -------------- | -------------- | -------------- | ----- | ----- | ----- |
| 2016-2017             | France                | -                     | -              | -              | -              | 1             | 0             | 0             | 4              | 0              | 0              | 5     | 0     | 0     |
| 2017-2018             | France                | Coupe du monde 2018   | 1              | 0              | 0              | 3             | 2             | 0             | 4              | 1              | 0              | 8     | 3     | 0     |
| 2018-2019             | France                | -                     | -              | -              | -              | 3             | 0             | 1             | 2              | 1              | 0              | 5     | 1     | 1     |
| 2019-2020             | France                | -                     | -              | -              | -              | 4             | 0             | 0             | -              | -              | -              | 4     | 0     | 0     |
| 2020-2021             | France                | Euro 2020             | 1              | 0              | 0              | 2             | 0             | 0             | 1              | 0              | 0              | 4     | 0     | 0     |
| 2021-2022             | France                |                       | -              | -              | -              | 1             | 0             | 0             | -              | -              | -              | 1     | 0     | 0     |
| Total sur la carrière | Total sur la carrière | Total sur la carrière | 2              | 0              | 0              | 14            | 2             | 1             | 11             | 2              | 0              | 27    | 4     | 1     |

### Matches internationaux
| Matches internationaux de Thomas Lemar | Matches internationaux de Thomas Lemar | Matches internationaux de Thomas Lemar            | Matches internationaux de Thomas Lemar | Matches internationaux de Thomas Lemar | Matches internationaux de Thomas Lemar | Matches internationaux de Thomas Lemar                                   |
|                                        | Date                                   | Lieu                                              | Adversaire                             | Résultat                               | Compétition                            | Notes                                                                    |
| -------------------------------------- | -------------------------------------- | ------------------------------------------------- | -------------------------------------- | -------------------------------------- | -------------------------------------- | ------------------------------------------------------------------------ |
| 1.                                     | 15 novembre 2016                       | Stade Bollaert-Delelis, Lens, France              | Côte d'Ivoire                          | 0 - 0                                  | Match amical                           | Entre en jeu à la place d'Adrien Rabiot à la 77e minute de jeu.          |
| 2.                                     | 28 mars 2017                           | Stade de France, Saint-Denis, France              | Espagne                                | 0 - 2                                  | Match amical                           | Entre en jeu à la place de Corentin Tolisso à la 80e minute de jeu.      |
| 3.                                     | 2 juin 2017                            | Roazhon Park, Rennes, France                      | Paraguay                               | 5 - 0                                  | Match amical                           | Entre en jeu à la place de Dimitri Payet à la 46e minute de jeu.         |
| 4.                                     | 9 juin 2017                            | Friends Arena, Solna, Suède                       | Suède                                  | 2 - 1                                  | Match amical                           | Entre en jeu à la place de Dimitri Payet à la 76e minute de jeu.         |
| 5.                                     | 13 juin 2017                           | Stade de France, Saint-Denis, France              | Angleterre                             | 3 - 2                                  | Match amical                           | Titulaire.                                                               |
| 6.                                     | 31 août 2017                           | Stade de France, Saint-Denis, France              | Pays-Bas                               | 4 - 0                                  | Éliminatoires Coupe du monde 2018      | Titulaire et double buteur.                                              |
| 7.                                     | 3 septembre 2017                       | Stadium, Toulouse, France                         | Luxembourg                             | 0 - 0                                  | Éliminatoires Coupe du monde 2018      | Titulaire.                                                               |
| 8.                                     | 10 octobre 2017                        | Stade de France, Saint-Denis, France              | Biélorussie                            | 2 - 1                                  | Éliminatoires Coupe du monde 2018      | Titulaire et remplacé par Dimitri Payet à la 83e minute de jeu.          |
| 9.                                     | 23 mars 2018                           | Stade de France, Saint-Denis, France              | Colombie                               | 2 - 3                                  | Match amical                           | Titulaire et buteur.                                                     |
| 10.                                    | 27 mars 2018                           | Stade Krestovski, Saint-Pétersbourg, Russie       | Russie                                 | 3 - 1                                  | Match amical                           | Entre en jeu à la place de Kylian Mbappé à la 86e minute de jeu.         |
| 11.                                    | 1er juin 2018                          | Allianz Riviera, Nice, France                     | Italie                                 | 3 - 1                                  | Match amical                           | Entre en jeu à la place de Ousmane Dembélé à la 71e minute de jeu.       |
| 12.                                    | 9 juin 2018                            | Parc Olympique lyonnais, Décines-Charpieu, France | États-Unis                             | 1 - 1                                  | Match amical                           | Entre en jeu à la place de Kylian Mbappé à la 88e minute de jeu.         |
| 13.                                    | 26 juin 2018                           | Stade Loujniki, Moscou, Russie                    | Danemark                               | 0 - 0                                  | Coupe du monde 2018                    | Titulaire.                                                               |
| 14.                                    | 11 octobre 2018                        | Stade de Roudourou, Guingamp, France              | Islande                                | 2 - 2                                  | Match amical                           | Entre en jeu à la place de Florian Thauvin à la 59e minute de jeu.       |
| 15.                                    | 22 mars 2019                           | Stade Zimbru, Chișinău, Moldavie                  | Moldavie                               | 4 - 1                                  | Éliminatoires Euro 2020                | Entre en jeu à la place de Blaise Matuidi à la 73e minute de jeu.        |
| 16.                                    | 25 mars 2019                           | Stade de France, Saint-Denis, France              | Islande                                | 4 - 0                                  | Éliminatoires Euro 2020                | Entre en jeu à la place de N'Golo Kanté à la 80e minute de jeu.          |
| 17.                                    | 2 juin 2019                            | Stade de la Beaujoire, Nantes, France             | Bolivie                                | 2 - 0                                  | Match amical                           | Titulaire, buteur et remplacé par Kingsley Coman à la 67e minute de jeu. |
| 18.                                    | 11 juin 2019                           | Estadi Nacional, Andorre-la-Vieille, Andorre      | Andorre                                | 0-4                                    | Éliminatoires Euro 2020                | Entre en jeu à la place de Florian Thauvin à la 81e minute de jeu.       |
| 19.                                    | 7 septembre 2019                       | Stade de France, Saint-Denis, France              | Albanie                                | 4 - 1                                  | Éliminatoires Euro 2020                | Titulaire et remplacé par Nabil Fekir à la 84e minute de jeu.            |
| 20.                                    | 10 septembre 2019                      | Stade de France, Saint-Denis, France              | Andorre                                | 3 - 0                                  | Éliminatoires Euro 2020                | Entré en jeu à la place de Jonathan Ikoné à la 63e minute de jeu.        |
| 21.                                    | 14 octobre 2019                        | Stade de France, Saint-Denis, France              | Turquie                                | 1 - 1                                  | Éliminatoires Euro 2020                | Entré en jeu à la place de Blaise Matuidi à la 76e minute de jeu.        |
| 22.                                    | 14 novembre 2019                       | Stade de France, Saint-Denis, France              | Moldavie                               | 2 - 1                                  | Éliminatoires Euro 2020                | Entré en jeu à la place de Kingsley Coman à la 88e minute de jeu.        |
| 23.                                    | 28 mars 2021                           | Astana Arena, Noursoultan, Kazakhstan             | Kazakhstan                             | 0 - 2                                  | Éliminatoires Coupe du monde 2022      | Titulaire.                                                               |
| 24.                                    | 31 mars 2021                           | Stade Grbavica, Sarajevo, Bosnie-Herzégovine      | Bosnie-Herzégovine                     | 0 - 1                                  | Éliminatoires Coupe du monde 2022      | Titulaire et remplacé par Moussa Sissoko à la 90e minute de jeu.         |
| 25.                                    | 8 juin 2021                            | Stade de France, Saint-Denis, France              | Bulgarie                               | 3 - 0                                  | Match amical                           | Entre en jeu à la place de N'Golo Kanté à la 65e minute de jeu.          |
| 26.                                    | 19 juin 2021                           | Stade Ferenc-Puskás, Budapest, Hongrie            | Hongrie                                | 1 - 1                                  | Euro 2020                              | Entre en jeu à la place de Ousmane Dembélé à la 87e minute de jeu.       |
| 27.                                    | 1er septembre 2021                     | Stade de la Meinau, Strasbourg, France            | Bosnie-Herzégovine                     | 1 - 1                                  | Éliminatoires Coupe du monde 2022      | Titulaire et remplacé par Aurélien Tchouaméni à la 46e minute de jeu.    |

#### Buts internationaux
| Buts internationaux de Thomas Lemar | Buts internationaux de Thomas Lemar         | Buts internationaux de Thomas Lemar         | Buts internationaux de Thomas Lemar         | Buts internationaux de Thomas Lemar         | Buts internationaux de Thomas Lemar         | Buts internationaux de Thomas Lemar         | Buts internationaux de Thomas Lemar         | Buts internationaux de Thomas Lemar         |
|                                     | Date                                        | Lieu                                        | Adversaire                                  | Score                                       | Résultat                                    | Compétition                                 | Notes                                       | Sel.                                        |
| ----------------------------------- | ------------------------------------------- | ------------------------------------------- | ------------------------------------------- | ------------------------------------------- | ------------------------------------------- | ------------------------------------------- | ------------------------------------------- | ------------------------------------------- |
| 1.                                  | 31 août 2017                                | Stade de France, Saint-Denis, France        | Pays-Bas                                    | 2 - 0                                       | 4 - 0                                       | Éliminatoires Coupe du monde 2018           | 73e du pied gauche                          | 6e                                          |
| 2.                                  | 31 août 2017                                | Stade de France, Saint-Denis, France        | Pays-Bas                                    | 3 - 0                                       | 4 - 0                                       | Éliminatoires Coupe du monde 2018           | 88e du pied gauche                          | 6e                                          |
| 3.                                  | 23 mars 2018                                | Stade de France, Saint-Denis, France        | Colombie                                    | 2 - 0                                       | 2 - 3                                       | Match amical                                | 26e du pied gauche                          | 9e                                          |
| 4.                                  | 2 juin 2019                                 | Stade de la Beaujoire, Nantes, France       | Bolivie                                     | 1 - 0                                       | 2 - 0                                       | Match amical                                | 5e du pied gauche                           | 17e                                         |
| Total                               | 4 buts (4 du pied gauche) en 27 sélections. | 4 buts (4 du pied gauche) en 27 sélections. | 4 buts (4 du pied gauche) en 27 sélections. | 4 buts (4 du pied gauche) en 27 sélections. | 4 buts (4 du pied gauche) en 27 sélections. | 4 buts (4 du pied gauche) en 27 sélections. | 4 buts (4 du pied gauche) en 27 sélections. | 4 buts (4 du pied gauche) en 27 sélections. |

## Palmarès

### En club
| AS Monaco (1) | Atlético de Madrid (2)                                                                                                |
| --- | --- |
| - Championnat de France (1) : - Champion : 2017. - Coupe de la Ligue : - Finaliste : 2017 et 2018. - Trophée des champions : - Finaliste : 2017. | - Supercoupe de l'UEFA (1) : - Vainqueur : 2018. - Championnat d'Espagne : - Champion : 2021. - Vice-champion : 2019. |

### En sélection nationale
| France espoirs (1)                            | France (1)                                 |
| --------------------------------------------- | ------------------------------------------ |
| - Tournoi de Toulon (1) : - Vainqueur : 2015. | - Coupe du monde (1) : - Vainqueur : 2018. |

### Distinctions personnelles
AS Monaco
- Étoile d'or France Football du meilleur joueur de Ligue 1 en 2017
- Trophée du joueur du mois UNFP de Ligue 1 en novembre 2016
- Nommé pour le Trophée UNFP du meilleur espoir de Ligue 1 en 2016 et 2017.

## Décoration
- Chevalier de la Légion d'honneur. Par décret du Président de la République en date du 31 décembre 2018, tous les membres de l'équipe de France championne du monde 2018 sont nommés au grade de Chevalier de la Légion d'honneur[1].